# Kaäba

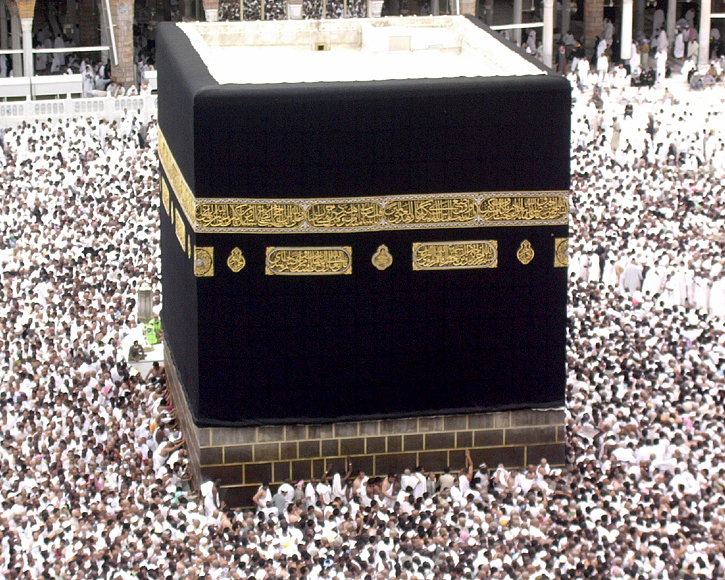
Moslims lopen tijdens de hadj zeven keer rondom de Kaäba

De Kaäba of Ka'aba (ook Ka'ba of Ka'bah, Arabisch الكعبة) is het centrale heiligdom van de islam en het staat op de binnenplaats van de Grote Moskee in het bedevaartsoord Mekka. Het staat ook wel bekend als Bayt Allah ("Huis van God"). Als onderdeel van de hadj, de bedevaart naar Mekka, lopen de bedevaartgangers (pelgrims) zeven keer rond de Kaäba. Ook bepaalt, volgens de tweede soera van de Koran, de Kaäba de islamitische gebedsrichting - een moslim bidt, volgens de kibla, altijd in de richting van de Kaäba, die dus in Mekka staat.

## Uiterlijk

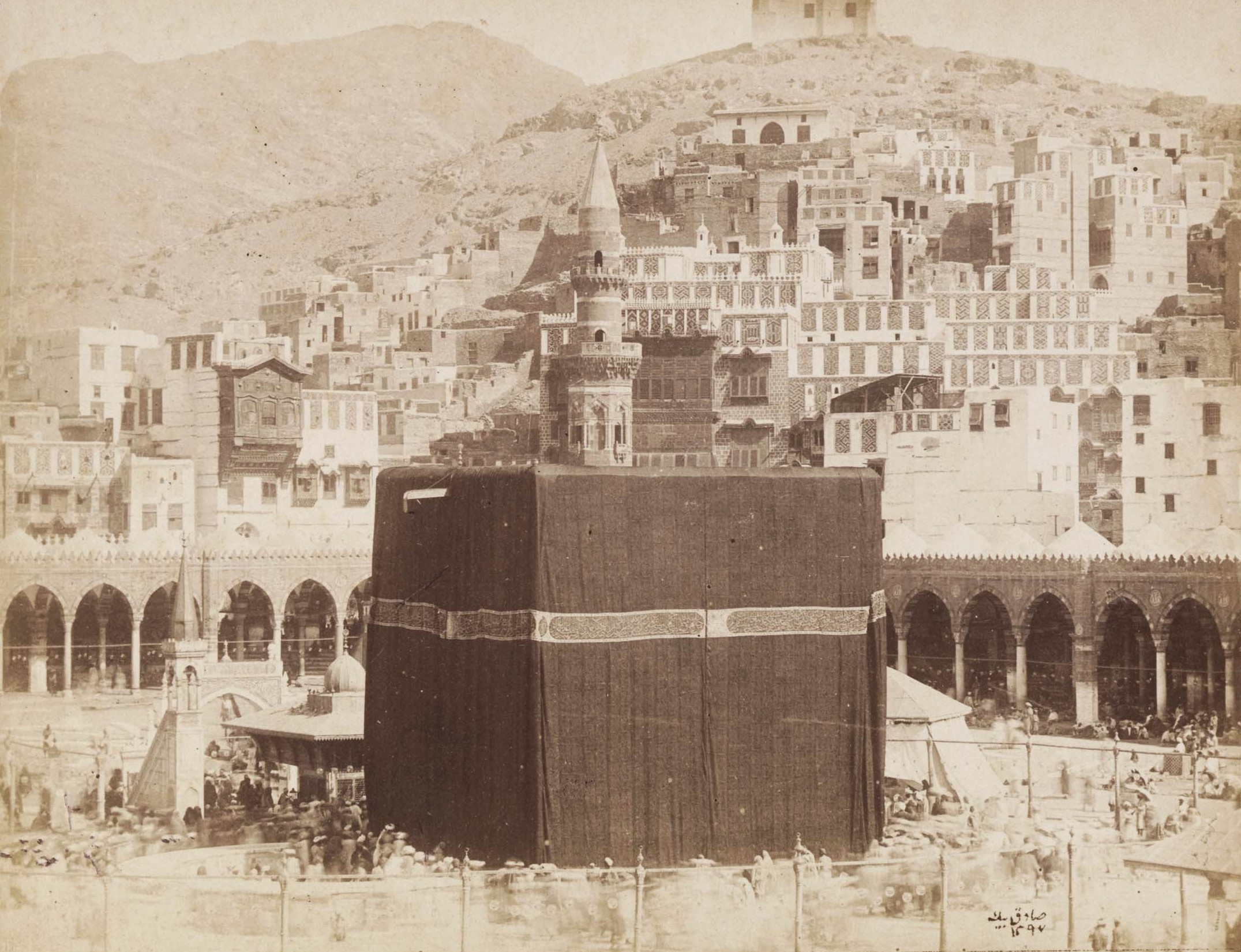
Historische foto van de Kaäba in 1880

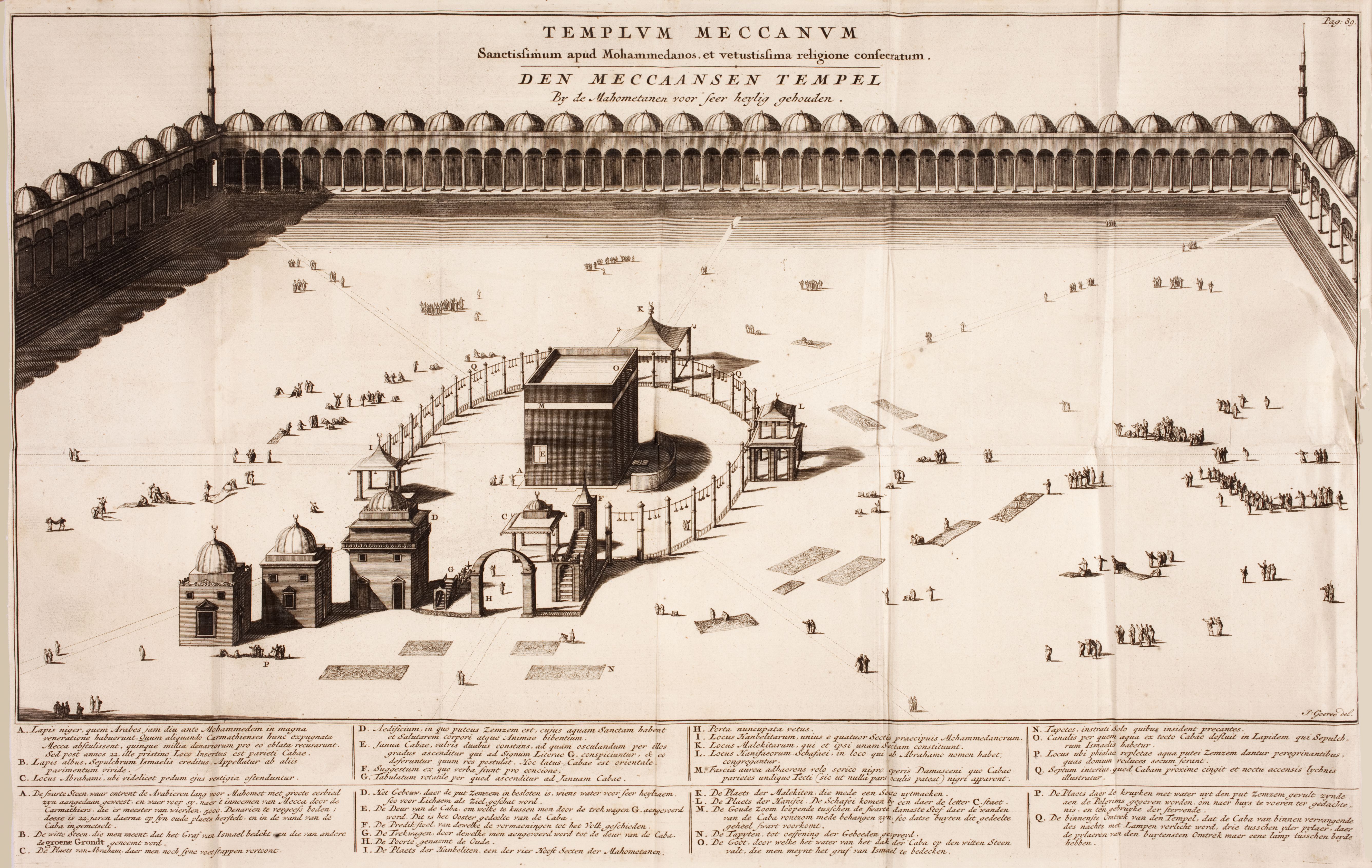
Kaäba, 1718. "Den Meccaansen Tempel". Adriaan Reland: Verhandeling van de godsdienst der Mahometaanen.

De Kaäba lijkt qua uiterlijk sterk op een kubus. Het is een rechthoekig gebouw met zijden van 12 bij 10 meter grondoppervlak en het is ongeveer 15 meter hoog. Het wordt bekleed door de 'kiswah', een zwartfluwelen doek in zware gouddraden gestikte kalligrafische teksten van verzen (ayat) uit de Koran. Oorspronkelijk werd de kiswah vervaardigd in Egypte, maar tegenwoordig in Saoedi-Arabië. Ieder jaar na de hadj (bedevaart naar Mekka) wordt de kiswah vernieuwd.
De Kaäba heeft een ingang op circa 2 meter boven de grond, met het oog op het gevaar van overstroming, zoals in 1941 het geval was. In een hoek van de Kaäba bevindt zich de Hadjar-ul-Aswad (Zwarte Steen), een steen die volgens de islam uit het paradijs afkomstig is en door Gabriël aan Ibrahim gegeven was. Volgens overleveringen was deze steen eerst wit, maar door de zonden van de mens zwart geworden.
In 1996 is de Kaäba grondig gerestaureerd.

## Pre-islamitisch gebruik

### Seculiere visie
Het is niet duidelijk hoe dit heiligdom ontstaan is; archeologische opgravingen bij de Kaäba om meer inzicht te krijgen zijn niet mogelijk. Volgens de meeste archeologen was het oorspronkelijk een plaatselijke cultusplaats voor de inheemse stammen die hier van oudsher woonden. Bij Mekka, dat toen een tussenstation was, kwamen verschillende handelswegen samen die vanuit Jemen naar Egypte, Anatolië en Mesopotamië liepen. Langzamerhand groeide het belang van deze plaats en doortrekkende handelaren brachten offergaven aan de plaatselijke goden en godinnen om veiligheid en succes voor hun reis af te smeken. De Koran noemt in de Soera De Ster drie van de godinnen die bij de Kaäba vereerd werden expliciet, namelijk al-Lât, al-Oezzâ en Manât. In de bijbehorende cultus werden zij gezien en vereerd als dochters van de pre-islamitische Allat.
In pre-islamitische tijden waren er in Arabië meer van dergelijke kubusvormige heiligdommen. Heden is in de Grote moskee van Sanaa in Jemen nog een soortgelijke constructie te zien.

### Traditionele islamitische visie
Volgens de islamitische overlevering is de Kaäba gebouwd door de eerste mens Adam, maar na verwoesting herbouwd door Ibrahim en Ismaël. In de loop der eeuwen begon men hem te gebruiken voor de aanbidding van vele goden. Zo werd de Kaäba een centrum van cultische godendienst. Honderden beelden van Arabische goden stonden rond en op de Kaäba, waar zowel doortrekkende handelaren als pelgrims op afkwamen. Het centrum werd beheerd door de Qoeraish, de belangrijkste (groep van) clan(s) die in Mekka woonde. Later is de Kaäba nog enkele keren verwoest en herbouwd.
Toen eens een aantal kostbaarheden gestolen was, besloot de Qoeraish een dak te bouwen op de Kaäba. Het hout daarvoor werd gevonden bij Djedda, waar een Grieks schip gestrand was. Een Koptische timmerman klaarde het werk. Volgens de traditie is tijdens de werkzaamheden een Syrische inscriptie gevonden, die vertaald werd door een jood. Deze verklaarde dat de tekst luidde dat God de Kaäba in de scheppingsweek geschapen zou hebben en de Kaäba voor eeuwig zal blijven staan.
Tijdens de restauratie ontstond er onenigheid over wie de Zwarte Steen mocht terugplaatsen. Op dat moment arriveerde Mohammed, die bekendstond als de betrouwbare. Hij vroeg om een mantel en liet ieder stamhoofd de mantel, waarin de steen was gelegd, vasthouden. Bij de Kaäba aangekomen plaatste Mohammed de steen weer terug.

## Wijding aan de islam

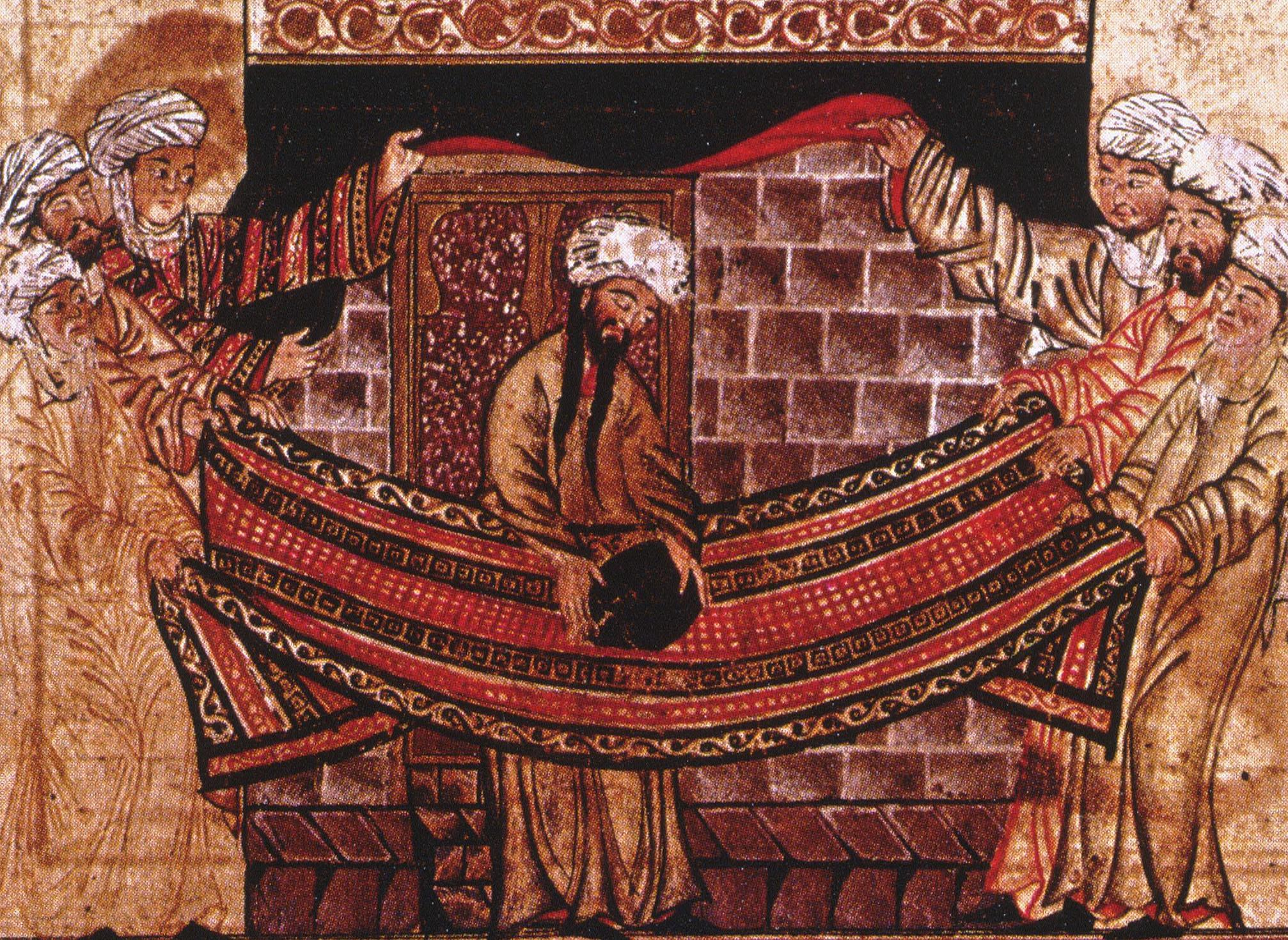
Mohammed plaatst de Zwarte Steen in de Kaäba. Perzische afbeelding uit de Jami' al-tawarikh uit het begin van de 14e eeuw.

In 630, na de inname van Mekka door Mohammed, werden de beelden van de Arabische goden vernield en werd het gebouw gewijd tot islamitisch heiligdom. Het heersende veelgodendom werd door Mohammed vervangen door een monotheïstische religie, de aanbidding van één God.
De Kaäba heeft nu eenzelfde, centrale functie in de islam, zoals dat in het jodendom het geval was met de joodse tempel. De eerste jaren van Mohammeds openbaringen was de Tempelberg in Jeruzalem de vaste gebedsrichting voor de salat. De eigenlijke joodse tempel was bij de joodse opstand in 70 door de Romeinen verwoest. De gebedsrichting veranderde na de openbaring van Soera De Koe in de huidige richting van de Kaäba. Volgens sommigen was dit het gevolg van de afwijzing van Mohammed als een profeet van God door de joodse bewoners van de Hidjaz. Op de plaats waar deze gebedsrichtingverandering heeft plaatsgevonden, staat nu de Qiblatainmoskee. Deze plaats ligt in de Saoedische stad Medina.
Bij de tweede Fitna tijdens een belegering door een generaal van de Omajjadische kalief Abd al-Malik tegen het Mekkaanse tegenkalifaat van Abd Allah ibn al-Zoebair werd de Ka'aba na een eerste beschadiging in 683 in 692 verwoest en daarbij brak de zwarte steen in drie stukken.
In 930 roofden Qarmatische strijders onder Abû Tâhir Sulaymân (907-944) tijdens een aanval, waarbij ook de Zamzam werd onteerd, de Zwarte Steen uit Mekka en vervoerden deze naar hun basis in Al-Hasa (ligt nu in Ash Sharqiyah grenzend aan Bahrein). Volgens sommige bronnen is tijdens deze reis de reeds in drie stukken gebroken steen in verschillende verdere stukken gebroken (bronnen spreken van 7 of 15). Volgens de islamitische geleerde Al-Juwayni werd de steen in 951 onder mysterieuze omstandigheden in een zak teruggebracht via Koefa naar Mekka, nadat hij in de Vrijdagmoskee van Koefa werd gesmeten met een stuk papier met de tekst "Op bevel namen we hem en op bevel brengen we hem terug." De sjiitische Qarmaten zouden in ruil voor de teruggave wel een grote som losgeld hebben afgedwongen van de soennitische Abbasiden. De diefstal en het vervoer zorgde voor verdere schade, waarbij de steen volgens sommige bronnen in zeven stukken zou zijn gebroken.
De schade zou de reden zijn waarom een zilveren band met zilveren spijkers de verschillende delen nu bij elkaar houdt.